# Royal Enfield (Groot-Brittannië)
Royal Enfield is een historisch Brits merk van motorfietsen.

## Geschiedenis
Royal Enfield: Eadie Mfg Co, later Enfield Cycle Co. Ltd., Redditch, Worcester en Enfield Precision Engineers Ltd., Upper Westwood, Bradford-on-Avon (1898-1903 en 1909-1968).
Oorspronkelijk was Royal Enfield een naaldenfabriek van de gebroeders Townsend. Zij gingen fietsen produceren en verkochten in 1892 hun bedrijf aan Albert Eadie en Robert Walker-Smith. De naam Royal Enfield verscheen in 1893 op een serie fietsen.
Enige jaren later veranderde de bedrijfsnaam in The Enfield Cycle Co. Het eerste gemotoriseerde product was een vierwieler met De Dion-Bouton-motor, maar men experimenteerde ook met tricycles. Ze werden in 1900 gepresenteerd. In 1901 werden echter al motorfietsen met 211cc-Minerva-blokken gebouwd. Het blok zat boven het voorwiel en dreef via een lange, gekruiste riem het achterwiel aan. In 1903 zat het blok onder in het frame en er werden al twee typen eigen motorblokken gebruikt. Het bedrijf maakte hierna enige jaren fietsen, tricycles en automobielen omdat de motormarkt verzadigd dreigde te raken.
Dit was nog te veel van het goede en de auto-tak werd in 1908 opgekocht door Alldays & Onions. Vanaf 1909 maakte men weer motorfietsen met blokken van JAP en MAG. Men ontwikkelde een zeer succesvolle eigen 225cc-tweetakt die in productie bleef tot de Tweede Wereldoorlog met kleine aanpassingen. Tijdens de Eerste Wereldoorlog maakte Royal Enfield vrijwel uitsluitend zijspancombinaties met JAP-V-twins voor het leger. Hierna bleven deze in productie net als de 225cc-tweetakt.
Men ontwikkelde een driecilinder tweetaktmotor en een viercilinder zijklepmotor die beide vanwege de hoge productiekosten nooit in de winkel kwamen. Men ging zich weer richten op blokken van toeleveranciers als JAP, Villiers en Vickers/Wolseley. Vanaf de jaren dertig werden alfabetische type aanduidingen gebruikt (Model A t/m Z).
Vanaf 1933 werd de toevoeging 'Bullet' gebruikt voor de 350cc- en 500cc-, speciaal getunede eencilinders. Dit waren de sportmotoren uit die tijd.
Tijdens de Tweede Wereldoorlog werden bijna uitsluitend modellen voor het leger geproduceerd, zoals de 125cc-WD/RE, 250cc-WD/D, 350cc-WD/C (zijklep), 350cc-WD/CO (kopklep), 350cc-WD/G, 500cc-WD/J en 570cc-WD/L.
Na de Tweede Wereldoorlog werd aanvankelijk doorgeborduurd op vooroorlogse modellen zoals de 125cc RE (in de oorlog Flying Flea genoemd), de 350cc G en de 500cc J en J2. De laatste drie zonder achtervering, maar met de gepatenteerde telescopische voorvering. In 1948 koos men opnieuw de naam Bullet voor de eerste nieuw ontworpen modellen van 350cc- en 500cc-eencilinders voorzien van een volledig verend frame. Deze naoorlogse Bullets waren niet vergelijkbaar met de vooroorlogse Bullets, die echte sport machines waren met soms vier kleppen in de cilinder. De aanduiding Bullet wordt nu nog steeds door Enfield India gebruikt.
Royal Enfield was na de oorlog goed in trials, maar ook in wegraces. In die tijd ging men ook weer dikkere twins bouwen, zoals de 500 Twin (1949), de 700cc Meteor (1953), de 700cc Constellation (1958) en de 750cc Interceptor (1963), het laatste type dat door het merk gebouwd werd. De één cilinders (250cc, 350cc en 500cc) bleven tot circa 1964 in productie, met uitzondering van de 250cc Crusader serie (incl. variant Continental GT) die bijna tot het einde toe geproduceerd werd.
In 1952 kreeg in India Madras Motors een order van het Indiase leger voor 800 stuks van het type 350cc Bullet. Deze motoren werden in 1953 geïmporteerd en geleverd. De introductie was een succes en vanaf 1955 gingen de bedrijven intensiever samenwerken en de twee formeerden 
Enfield India. In 1994 werd dit bedrijf overgenomen door Eicher. 
Na financiële problemen halverwege de jaren zestig werd de productie van de Interceptor naar Bradford-upon-Avon verplaatst. Dat gebeurde na de overname door Norton-Villiers. In 1970 viel het doek. Royal Enfield was pionier op het gebied van achtervering, dry sump smering en kettingaandrijving.
Dat Royal Enfield naast fietsen en motorfietsen ook grasmaaiers, scheepsdiesels, stationaire motoren en onderdelen voor besturing van raketsystemen (Precision Engineers) maakte is minder bekend.
Sinds 1999 mag de merknaam Royal Enfield ook weer door de fabriek in India gebruikt worden.

## Spot- en bijnamen
Royal Enfield Constellation (1958): Connie